# Leo Santifaller
Leo Santifaller (* 24. Juli 1890 in Kastelruth, Tirol; † 5. September 1974 in Wien) war ein österreichischer Historiker Südtiroler Herkunft.
Im Lauf seiner akademischen Karriere war Santifaller Leiter des Staatsarchivs Bozen (1921–1927), Professor an der Universität Breslau (1929–1942/43) und an der Universität Wien (1942/43–1962), Vorstand des Instituts für Österreichische Geschichtsforschung (1945–1962), Generaldirektor des Österreichischen Staatsarchivs (1945–1955), Direktor des Österreichischen Kulturinstituts in Rom (1956–1964), Begründer von Fachzeitschriften, Ehrendoktor an vier Universitäten und Mitglied zahlreicher wissenschaftlicher Organisationen, wie etwa der Österreichischen Akademie der Wissenschaften.

## Leben

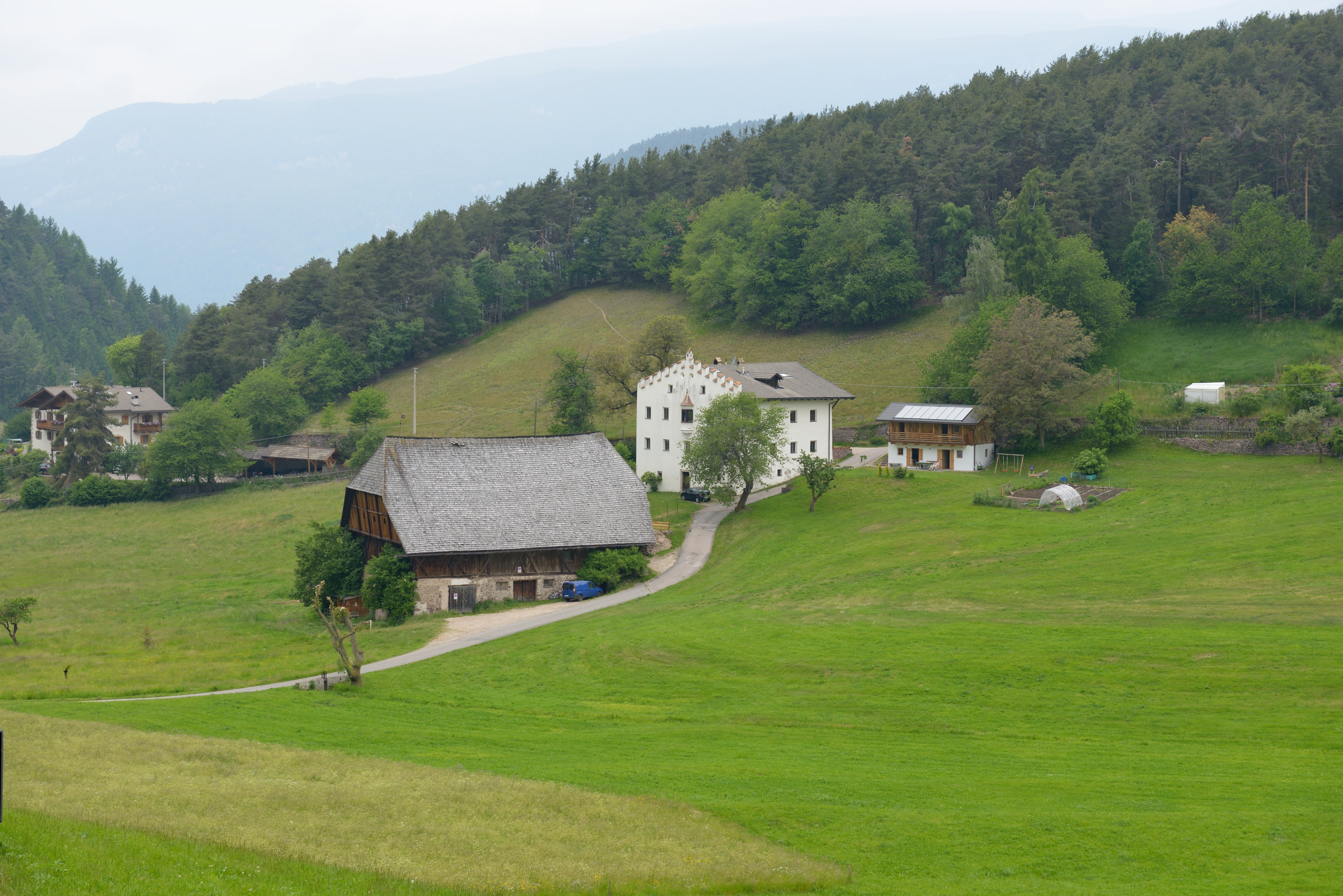
Der Lafayhof in Kastelruth

### Herkunft und Jugend
Die Santifaller sind laut Santifaller selbst ein altes ladinisches Geschlecht, das bereits vor den Römern und Germanen seinen bäuerlichen Wohnsitz in den Bergen Südtirols gehabt haben soll; belegt ist es seit dem 15. Jahrhundert in den Brixner Lehnbüchern. Im 17. Jahrhundert übersiedelte ein Zweig der Familie nach Kastelruth, wo die Santifaller seit 1813 auch einen alten Edelsitz, den Lafayhof, bewohnten. Sowohl Santifallers Großvater Georg (1814–1896) wie auch der Vater Michael (1845–1923) waren später Besitzer dieses Hofs.
Vater Michael, der in Innsbruck Rechtswissenschaften studiert hatte, war neben seiner Funktion als Gutsbesitzer hauptberuflicher Notar in Kastelruth. 1887 heiratete er die Kastelruther Bauerntochter Christina Fulterer (1856–1936), nach dem ältesten, Leo, hatte das Paar vier weitere Kinder: die Kunsthistorikerin, Lyrikerin, Übersetzerin, Kulturorganisatorin und Unternehmerin Maria Christina, verehelichte Hemsoth, zuletzt Sellschopp (1904–1978), den Schriftsteller Pius (1893–1995), Karl (1899–1914) und Sabine, verehelichte Salzinger (1897–1991).
Santifaller wuchs im mittelgebirgigen Bauerndorf Kastelruth auf, er selbst spricht von einer schönen und glücklichen Kindheit, von der er nach dem Wunsch der Eltern die meiste Zeit wohlbehütet am eigenen Hof und der umgebenden Natur verbrachte. Das Milieu war das bürgerlich-katholische einer wohlhabenden Notarsfamilie. Die sechsjährige Kastelruther Volksschule wurde im Winter besucht, im Sommer erhielt Santifaller bereits ab dem ersten Schuljahr Privatunterricht. Schon zu dieser Zeit las er religiöse, historische, kunstgeschichtliche, geographische und dichterische Werke aus der später geerbten Privatbibliothek seines Vaters. Am von der Mutter geführten Hof lernte er mit den Knechten, Mägden und Taglöhnern der Familie die landwirtschaftliche Arbeit kennen.
Als Jugendlicher kam Santifaller ans humanistische Gymnasium der Franziskaner nach Bozen, wo er bei der gebildeten Marie Schmid wohnte. Hier interessierte er sich bald für den anspruchsvollen Geschichtsunterricht des Paters Calasanz Rief, wobei er bereits früh Werke bedeutender Historiker las. Neben der Schullektüre betrieb er nach eigenen Angaben eine ausgedehnte Privatlektüre, vor allem auch in den naturwissenschaftlichen Fächern Astronomie und Physik. Für die letzten drei Gymnasialjahre wechselte Santifaller ans deutsche Staatsgymnasium in Trient, wo er weiterhin geschichts- und naturwissenschaftliche Bücher und Zeitschriften las und die Privatsternwarte eines Bekannten benutzen durfte.

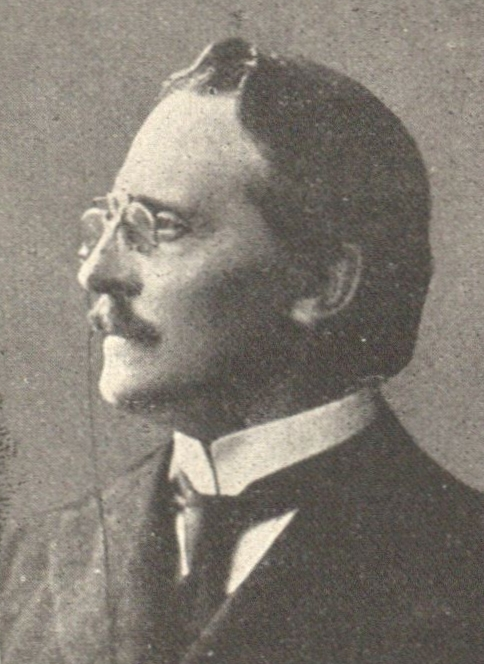
Santifallers Lehrer Oswald Redlich um 1918

### Studium
Bereits vor der Matura war Santifaller fest entschlossen, Wissenschaftler zu werden, entweder Historiker oder Astronom. Er knüpfte Kontakte nach Göttingen, dessen mathematische Fakultät Weltruf genoss; das Studium in Norddeutschland kam aufgrund des Widerstands des Vaters jedoch nicht zustande und so ging Santifaller an die Universität Wien. Hier studierte er Mathematik und Physik, bis er – vom Studienbetrieb und den abweisenden Professoren entmutigt – 1911 einer „wundervollen und herzerhebenden“ Rede des Historikers Oswald Redlich beiwohnte und daraufhin beschloss, selbst auch Historiker zu werden.
Nach einigen Semestern in Wien ging Santifaller ab dem Sommersemester 1914 durch ein Staatsstipendium gefördert nach Freiburg im Breisgau, wo ihn Heinrich Finke ermunterte, im Bereich der spanischen Urkundenlehre und Paläographie zu arbeiten. Santifallers Absichten in diesem Bereich wurden – wie auch der Besuch der Rheinischen Friedrich-Wilhelms-Universität Bonn – allerdings vom Ausbruch des Ersten Weltkriegs zunichtegemacht. Im Wintersemester 1914/15 hat Santifaller begonnen, in Innsbruck zu studieren, im Jänner 1915 musste er zur schweren Artillerie einrücken. Er wurde zunächst in der Artillerieschule in Trient ausgebildet und übersiedelte dann in die Festung Komorn. Im August 1915 kam er als Offizier nach Südtirol, wo er bis 1918 am Gebirgskrieg gegen Italien teilnahm. In diesen vier Jahren im Hochgebirge studierte Santifaller aber auch zahlreiche historische Werke und arbeitete an seiner Dissertation. Nach dem Krieg kehrte er heim und im Mai 1919 erhielt er die Erlaubnis, für zwei Wochen nach Wien zu fahren, wo er mit einer richtungweisenden prosopographischen Arbeit über das Brixener Domkapitel zum Doktor promoviert wurde.
Ab 1919 war er ordentliches Mitglied des Instituts für österreichische Geschichtsforschung und absolvierte dort als mittlerweile 29-Jähriger eine weitere Ausbildung, nämlich die für historische Hilfswissenschaften und Archivwissenschaft. In den beiden Jahre des Institutsstudiums in Wien wohnte er bei Fritz Beil.

### Leitung des Staatsarchivs Bozen

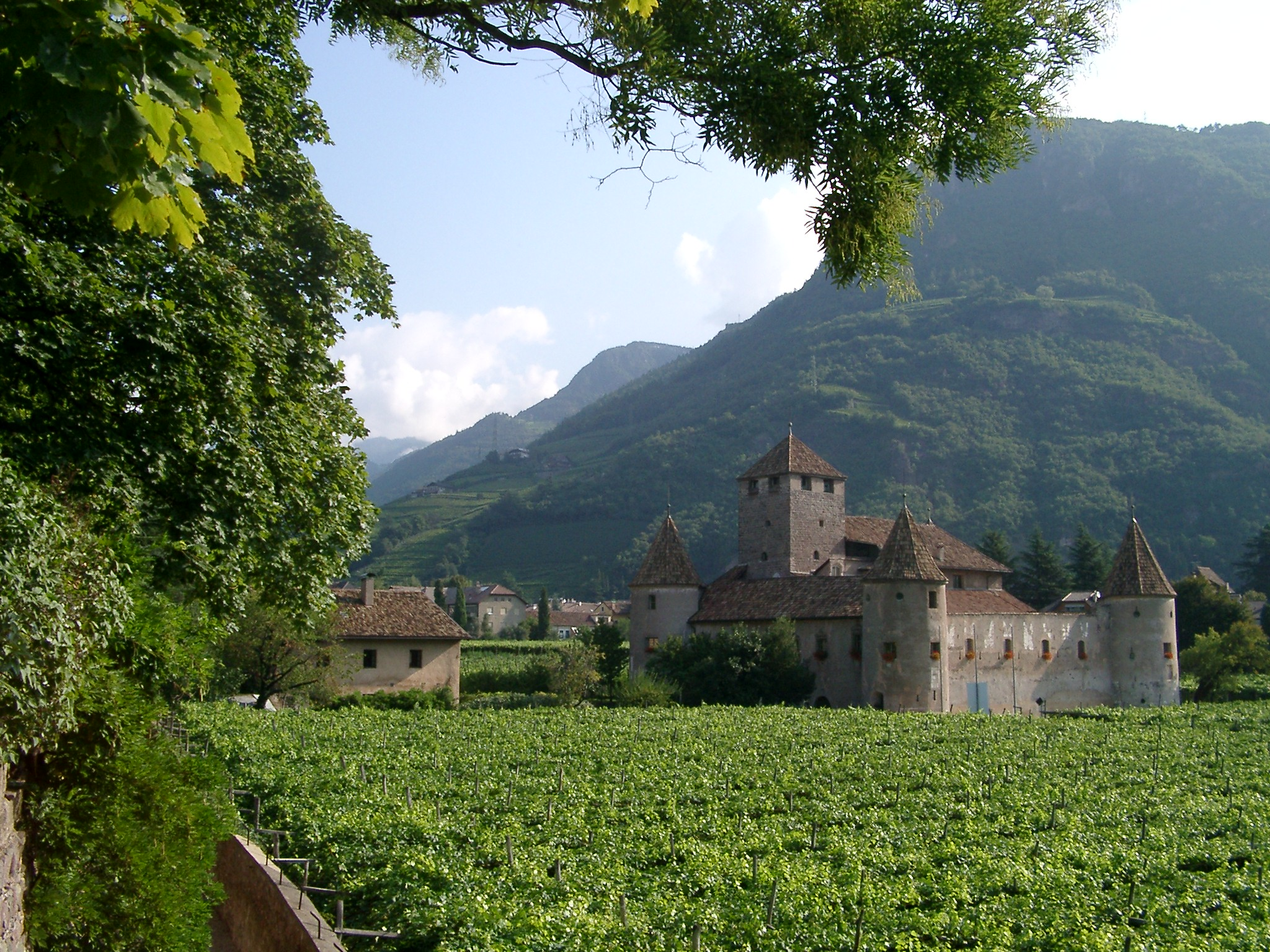
Von 1921 bis 1972 der Sitz des Staatsarchivs Bozen, das Schloss Maretsch von Süden

Gleich nach dem Ende des Weltkriegs wurde ab 1918 damit begonnen, in Innsbruck und Wien aufbewahrte Archivbestände, die in Südtirol entstanden waren, gemäß dem Provenienzprinzip an Italien auszuliefern. Auf Anfrage aus Italien wurde Santifaller von Oswald Redlich als Leiter des neu zu errichtenden Staatsarchivs Bozen vorgeschlagen. Nach „gründlicher Überlegung und eingehender Beratung mit seinen Lehrern“ trat Santifaller im August 1921 den Dienst an und behielt die Leitungsfunktion bis Anfang 1927. In Bozen heiratete er Bertha Richter, die er bereits 1913 in Südtirol kennengelernt hatte. Bertha Santifaller war Tochter des Geographen und Historikers Eduard Richter, sie arbeitete als Malerin und Ortsnamensforscherin. Die Ehe blieb kinderlos.
Beim Dienstantritt wurde ihm das leerstehende Schloss Maretsch als Archivgebäude, 150 Eisenbahnwaggons mit Archivalien (mit den Archiven Südtiroler Behörden und des Hochstifts Brixen) und ein ehemaliger österreichischer Gendarmeriewachtmeister als Hilfskraft übergeben. Binnen eines Jahres war das Archiv eingerichtet und der Öffentlichkeit zugänglich. Santifaller schaffte zusätzlich eine Handbibliothek zur wissenschaftlichen Arbeit an und begann Bücher herauszubringen: vor allem sein Buch zum Brixner Domkapitel und Quelleneditionen wie etwa das Kalendarium Wintheri. Gewohnt hat er mit seiner Frau in einem einzigen Mietszimmer.

### Mitarbeit bei den Monumenta Germaniae Historica und Habilitation in Berlin
Während Santifaller seine Habilitation in München plante, griff Paul Kehr entscheidend in sein Leben ein, indem er ihm die erste Assistentenstelle bei den Monumenta Germaniae Historica (MGH) in Berlin anbot. Santifaller erbat sich zuvor noch einige Monate in Rom, wo er von einem Forschungsstipendium der Notgemeinschaft der deutschen Wissenschaft unterstützt an seinen Untersuchungen zur Papstdiplomatik weitarbeitete. Er forschte dazu im Archiv und der Bibliothek des Vatikans und bekam mit seiner Frau eine viertelstündige Spezialaudienz bei Pius XI.
Im April 1927 trat Santifaller seinen Dienst bei den MGH an. Er verkehrte in Berlin mit zahlreichen bedeutenden Wissenschaftlern und berichtet später von einem außergewöhnlich guten Klima unter den „Monumentisten“. Santifaller selbst erledigte die gesamte Verwaltung und Korrespondenz der MGH und arbeitete an den Urkunden Heinrichs III.
Im Dezember 1928 habilitierte sich Santifaller bei Albert Brackmann an der Friedrich-Wilhelms Universität zu Berlin für mittelalterliche und neuere Geschichte, im Sommersemester 1929 erhielt er seinen ersten Lehrauftrag für Historische Hilfswissenschaften.

### Professur in Breslau
Im November 1929 wurde Santifaller als Nachfolger Franz Kampers zum ordentlichen Professor für Geschichte des Mittelalters und der Neuzeit an die Universität Breslau berufen. In den ersten Jahren hielt er zahlreiche Lehrveranstaltungen, neben Proseminaren und Seminaren etwa die regelmäßigen Kollegs über Geschichte des Mittelalters und Verfassungsgeschichte sowie Lehrveranstaltungen über die historischen Hilfswissenschaften. Dieses Programm wurde von fünfzig Dissertationen und Habilitationen sowie außeruniversitären Vorträgen und einigen Publikationen begleitet. Er war z. B. Referent bei der 1937 vom späteren Staatsarchivrat Hanshugo Nehmiz eingereichten Dissertation Untersuchungen über die Besiegelung der schlesischen Herzogsurkunden im 13. Jahrhundert.
An Wochenenden hatten die Santifaller Umgang mit anderen Gelehrtenfamilien, aber auch mit jüngeren Wissenschaftlern. Kontakte außerhalb des akademischen Milieus, etwa zu den schlesischen Kaufmannsgeschlechtern, zu Beamten oder dem Adel gab es kaum. Auch die Ferien in Südtirol verbrachte das Ehepaar regelmäßig in der Gesellschaft von Wissenschaftlern, etwa trafen sie die Nobelpreisträger Max Planck und Erwin Schrödinger.
Während der fast 14 Jahre in Breslau hat Santifaller Schriften zur schlesischen Landesgeschichte, ständegeschichtliche Untersuchungen, zu Fragen der Paläographie, des Schriftwesens und der Urkundenlehre veröffentlicht, zur päpstlichen Kanzlei geforscht und an Editionen des Schlesischen Urkundenbuches und der Brixener Urkunden gearbeitet. Er war Mitglied der Historischen Kommission für Schlesien.

### Nationalsozialismus
Kurz nach dem Einmarsch der deutschen Truppen in Österreich erschien 1938 im Böhlau Verlag die Schrift Deutschösterreich und seine Rückkehr ins Reich, in der Santifaller den „Anschluss“ Österreichs an NS-Deutschland gut hieß. In späteren Selbstdarstellungen äußerte sich Santifaller nicht dazu, in einer 1951 erschienenen Auflistung seiner Schriften wird sie verschwiegen. Nach 1945 wurde er kurzzeitig vom Dienst suspendiert und musste sich wegen des nationalsozialistischen Gehalts der Schrift vor einer Sonderkommission beim BMU verantworten. Die eindeutigen und enthusiastischen Äußerungen über den Führer hätten, so Santifaller, nationalsozialistische Studenten eingefügt, um ihn zu schützen. Ein dazu angefertigtes sprachwissenschaftliches Gutachten bestätigte Santifallers Aussage.
Santifallers Haltung war die eines bürgerlich-liberalen Großdeutschen, auch andere Vertreter dieser Ideologie befürworteten den Anschluss im Sinne eines Gesamtdeutschen Reichs nach dem Vorbild des Heiligen Römischen Reichs. Santifaller war streng gläubiger Katholik und nie Mitglied der NSDAP. Noch 1936 hat er in Breslau die Promotion seiner jüdischen Schülerin Dorothea Oschinsky durchgesetzt, ehe diese nach Großbritannien emigrierte. In seiner Selbstdarstellung von 1951 schwieg Santifaller zu seiner Beziehung zum Nationalsozialismus.

### Professur in Wien
Nachdem er bereits drei Mal auf Vorschlagslisten für andere Lehrstühle gestanden hatte (1935 in München, 1937 in Graz und 1940 in Wien), wurde Santifaller im November 1942 nach Wien berufen und trat im folgenden April seine Professur für Geschichte des Mittelalters und der historischen Hilfswissenschaften an. Er nahm den Lehr- und Forschungsbetrieb umgehend auf und im November 1943 übersiedelten die Eheleute Santifaller in eine Wohnung im 1. Wiener Gemeindebezirk (Singerstraße 27/2), die samt dem Großteil der wissenschaftlichen Sammlungen der Santifallers die späteren Luftangriffe auf Wien heil überstand. Santifaller lehnte es ab, aus der seit September 1944 bombardierten Stadt zu flüchten, blieb mit seiner kranken Frau in Wien und hielt den Unterrichtsbetrieb bis Mitte März 1945 aufrecht. Er äußerte sich später geringschätzig über „Persönlichkeiten, zu denen man bis dahin glaubte in Verehrung aufblicken zu dürfen“, die „in der Stunde der Gefahr die Stadt verlassen“ haben.
Bereits im April 1945 begann Santifaller wieder mit der wissenschaftlichen Arbeit, unter anderem wurde auch die Wiener Diplomata-Abteilung der MGH neu konstituiert, welche nun die Edition der Diplome Konrads III. fertigstellte (herausgegeben von Friedrich Hausmann) und jene Friedrichs I. in Angriff nahm (herausgegeben von Heinrich Appelt). Im Mai nahm er die Unterrichtstätigkeit wieder auf und die ihm übertragene Direktorenfunktion im Institut für österreichische Geschichtsforschung an. Gesundheitlich setzten ihm Dysenterie-Anfälle und Hunger zu. In seiner wissenschaftlichen Laufbahn ging es nun Schlag auf Schlag: im September wurde Santifaller vom Staatskanzler Karl Renner zum Generaldirektor des Österreichischen Staatsarchivs ernannt, im November wurde er wirkliches Mitglied (zuvor seit 1943 korrespondierendes Mitglied) der Österreichischen Akademie der Wissenschaften und 1946 Obmann ihrer Historischen Kommission. Um dieselbe Zeit folgten die Mitgliedschaft in der Zentraldirektion der MGH und der Kommission der Pius-Stiftung sowie die Präsidentschaft der Kommission für diplomatische Geschichte im Rahmen des Comité International des Sciences Historiques. Santifaller schrieb später, dass er diese Ämter nicht gesucht habe und sein „Ideal stets die stille wissenschaftliche Arbeit“ gewesen sei.
Nach dem Krieg nahm Santifaller also eine dominierende Position innerhalb der sich neu formierenden österreichischen Geschichtswissenschaft ein und prägte dabei ganze Generationen von Historikern und Archivaren.
1956 war Santifaller für die Wiedererrichtung des Österreichischen Historischen Instituts in Rom verantwortlich, als dessen wissenschaftlicher Direktor er von Wien aus wirkte. 1960 wurde er zum korrespondierenden Mitglied der Göttinger Akademie der Wissenschaften gewählt. 1961 veranstaltete Santifaller die einzige Feier im deutschsprachigen Raum, um der Kaiserkrönung Ottos I. vor tausend Jahren zu gedenken.

### Emeritierung und die Zeit danach
1962 wurde Santifaller emeritiert und konzentrierte sich von da an auf seine verschiedenen Leitungsfunktionen etlicher Kommissionen der Österreichischen Akademie der Wissenschaften. Dabei entstanden etwa die Ausgaben der Register von Innozenz III., der Diplome Konrads III. und Friedrichs I. in den MGH, die Regesten der römisch-deutschen Kaiser und Könige im Rahmen der Regesta Imperii, die Editionen des „Censimento“ der Papsturkunden in Österreich, des Urkundenbuchs zur Geschichte der Babenberger, des Schlesischen sowie des Burgenländischen Urkundenbuchs, der Görzer Regesten und der Matrikel der Universität Wien sowie die Bearbeitung des Österreichischen Biographischen Lexikons. Darüber hinaus arbeitete er zur Geschichte der Geschichtsforschung, die er als exakte Wissenschaft von der Geschichtsschreibung als literarischer Kunst unterschied.
Santifaller starb im September 1974 in Wien und wurde im Kastelruther Familiengrab beerdigt.

## Werk
Santifallers Forschungsschwerpunkte waren die Geschichte Südtirols, Diplomatik, der Liber Diurnus und das ottonisch-salische Reichskirchensystem. Als Diplomatiker beschäftigte sich Santifaller in den 1920er Jahren mit den Urkunden des Domkapitels Brixen, in den 1930er Jahren mit der Leitung des Schlesischen Urkundenbuches sowie in seiner letzten Schaffensperiode mit dem „Censimento“, dem Verzeichnis aller in Österreich im Original überlieferten Papsturkunden von Innozenz III. bis Martin V.

## Auszeichnungen
- Ehrendoktor in Freiburg (1960), Graz (1963), Innsbruck (1965) und Salzburg (1970)
- 1961: Österreichisches Ehrenzeichen für Wissenschaft und Kunst
- 1970: Wilhelm-Hartel-Preis
- 1977: Santifallerstraße in Wien-Donaustadt (22. Bezirk)
- Ehrenbürger der Gemeinde Kastelruth
- Großes Silbernes Ehrenzeichen für Verdienste um die Republik Österreich
- Komtur des päpstlichen St. Gregoriusordens mit Stern
- Großes Bundesverdienstkreuz
- Benennung der Leo-Santifaller-Mittelschule in Kastelruth

## Schriften (Auswahl)
- Regesten des Kirchenarchivs Kastelrut: 1295–1570 (= Schlern-Schriften. Band 2). Wagner, Innsbruck 1923 (Digitalisat).
- Das Brixner Domkapitel in seiner persönlichen Zusammensetzung im Mittelalter (= Schlern-Schriften. Band 7). Wagner, Innsbruck 1924.
- Die Urkunden der Brixner Hochstifts-Archive 845–1295. Wagner, Innsbruck 1929.
- Bozner Schreibschriften der Neuzeit 1500–1851. Beiträge zur Paläographie. (= Schriften des Instituts für Grenz- und Auslanddeutschtum an der Universität Marburg. Heft 7). Gustav Fischer, Jena 1930 (Digitalisat).
- Die Archive Deutschsüdtirols: eine Übersicht mit einem Urkunden-Anhang. In: Tiroler Heimat NF 3, 1930, S. 149–200 (Digitalisat).
- Die Abkürzungen in den ältesten Papsturkunden (788–1002). Böhlau, Weimar 1939 (= Historisch-diplomatische Forschungen. Band 4).
- (mit Heinrich Appelt): Die Urkunden der Brixner Hochstiftsarchive 1295–1336. 2 Teile. Hirzel, Leipzig 1941/43 (= Brixner Urkunden. Band 2, Teil 1 u. 2).
- 1100 Jahre österreichische und europäische Geschichte in Urkunden und Dokumenten des Haus-, Hof- und Staatsarchivs. 100 Lichtdrucktafeln mit Transkriptionen. In Verbindung mit Fachgenossen und unter Mitarbeit der Beamten des Haus-, Hof- u. Staatsarchivs herausgegeben. Österreichische Staatsdruckerei, Wien 1949.
- Leo Santifaller: Leo Santifaller. In: Nikolaus Grass (Hrsg.): Österreichische Geschichtswissenschaft der Gegenwart in Selbstdarstellungen. Band 2, Wagner, Innsbruck 1951, S. 163–208.
- Beiträge zur Geschichte der Beschreibstoffe im Mittelalter, mit besonderer Berücksichtigung der päpstlichen Kanzlei. (= MIÖG, Ergänzungsband 16), Wien 1953.
- Über die Verbalinvokation in Urkunden. (= Sitzungsberichte der Österreichischen Akademie der Wissenschaften, Phil.-hist. Klasse, 237,2). Böhlau, Graz/Wien 1961.
- Zur Geschichte des Ottonisch-Salischen Reichskirchensystems. 2. Auflage. Böhlau, Graz/Wien 1964.
- Der Liber diurnus. Studien und Forschungen. Hiersemann, Stuttgart 1976.
- Urkundenforschung. Methoden, Ziele, Ergebnisse. 4. Auflage. Böhlau, Wien u. a. 1986.